# Ninde
Ninde is een dorp in de gemeente Tremelo in de Belgische provincie Vlaams-Brabant.

## Geschiedenis
Ninde maakte in het ancien régime net als Tremelo deel uit van Werchter. De plaats heette oorspronkelijk Werchter ten Eynde, aangezien de plaats helemaal in het noordelijke uiteinde van het Werchterse grondgebied lag, begrensd door de Laak. De plaatsnaam Ten Eynde, ook wel Ten Inde genaamd, vervormde uiteindelijk tot Ninde.
Ninde was historisch gezien een belangrijker gehucht dan het nabijgelegen Tremelo, omdat er oorspronkelijk een loskade aan de toen nog bevaarbare Dijle was, die voor enige bedrijvigheid zorgde. In 1783 werd de kerk van de nieuw opgerichte parochie Tremelo in gebruik genomen. Ninde ging ook deel uitmaken van die parochie.
In 1837 werd Tremelo uiteindelijk ook een zelfstandige gemeente en was de splitsing met Werchter definitief. Ninde maakte vanaf dan zowel gemeentelijk als parochiaal deel uit van Tremelo.
In 1840 werd Jozef De Veuster te Ninde geboren. Hij trad in bij de Congregatie van de Heilige Harten van Jezus en Maria en ging bekendstaan als Pater Damiaan. Hij stierf in 1889 als missionaris op het eiland Molokai in Hawaï. In 1897 vestigden zich de paters van die congregatie in Ninde en in 1893 werden ook de bezittingen van Damiaan naar Ninde opgestuurd. Het geboortehuis van Pater Damiaan werd een soort heiligdom, compleet met kapel.
In 1904 begon men met de bouw van een klooster. Dat brandde af in de kerstnacht van 1943, maar de kerk en het geboortehuis bleven gespaard. Van 1946-1949 werd een nieuw klooster gebouwd. In 1949 kwam het Damiaanmuseum tot stand. Ook werd de Sint-Damiaankerk gebouwd, die af was in 1954.

## Wetenswaardigheden
- De in 2009 heilig verklaarde Pater Damiaan werd in Ninde geboren.
- In Ninde bevindt zich het psycho-geriatrisch centrum Damiaan.